# هيني فـان سخونهوفن
هيني فـان سخونهوفن (بالهولندية: Henny van Schoonhoven)‏ هو لاعب كرة قدم هولندي في مركز الدفاع، ولد في 28 أغسطس 1970 في أوترخت في هولندا، وتوفي في 11 سبتمبر 2009 في مارسن في هولندا بسبب سرطان. لعب مع أدو دين هاغ ونادي أوترخت ونادي كامبور.